# Tajlandia na Letnich Igrzyskach Olimpijskich 2012
Tajlandię na Letnich Igrzyskach Olimpijskich 2012 reprezentowało 37 zawodników: 19 mężczyzn i 18 kobiet. Zdobyli oni trzy medale: dwa srebrne i jeden brązowy, zajmując 57. miejsce w klasyfikacji medalowej.
Był to piętnasty start reprezentacji Tajlandii na letnich igrzyskach olimpijskich.

## Zdobyte medale
| Medal  | Zawodnik         | Dyscyplina           | Konkurencja               | Rezultat                                                                      |
| ------ | ---------------- | -------------------- | ------------------------- | ----------------------------------------------------------------------------- |
| Srebro | Kaeo Pongprayoon | Boks                 | waga papierowa mężczyzn   | w finale przegrał z Chińczykiem Zou Shiming 10:13                             |
| Srebro | Pimsiri Sirikaew | Podnoszenie ciężarów | waga do 58 kg kobiet      | 236 kg                                                                        |
| Brąz   | Chanatip Sonkham | Taekwondo            | kategoria do 49 kg kobiet | w pojedynku o brązowy medal pokonała Argentynkę Elizabeth Zamora Gordillo 8:0 |

## Skład kadry

### Badminton
Mężczyźni
| Zawodnik                      | Konkurencja    | Faza grupowa                    | Faza grupowa                                 | Faza grupowa                    | Faza grupowa | 1/8 finału        | Ćwierćfinał                                     | Półfinał          | Finał             | Finał   |
| Zawodnik                      | Konkurencja    | Przeciwnik Punkty               | Przeciwnik Punkty                            | Przeciwnik Punkty               | Miejsce      | Przeciwnik Punkty | Przeciwnik Punkty                               | Przeciwnik Punkty | Przeciwnik Punkty | Miejsce |
| ----------------------------- | -------------- | ------------------------------- | -------------------------------------------- | ------------------------------- | ------------ | ----------------- | ----------------------------------------------- | ----------------- | ----------------- | ------- |
| Boonsak Ponsana               | gra pojedyncza | Chen Long 0-2                   |                                              |                                 | 2.           | Nie awansował     | Nie awansował                                   | Nie awansował     | Nie awansował     | 17.     |
| Bodin Isara Maneepong Jongjit | gra podwójna   | Muhammad Ahsan Bona Septano 2-0 | Adam Cwalina Michał Łogosz 1-1 krecz Polaków | Ko Sung-hyun Yoo Yeon-seong 2-0 | 1.           |                   | Koo Kien Keat Tan Boon Heong 0-2 (16:21, 18:21) | Nie awansowali    | Nie awansowali    | 5.      |

Kobiety
| Zawodniczka        | Konkurencja    | Faza grupowa           | Faza grupowa         | Faza grupowa         | Faza grupowa | 1/8 finału                        | Ćwierćfinał                        | Półfinał             | Finał                | Finał   |
| Zawodniczka        | Konkurencja    | Przeciwniczka Punkty   | Przeciwniczka Punkty | Przeciwniczka Punkty | Miejsce      | Przeciwniczka Punkty              | Przeciwniczka Punkty               | Przeciwniczka Punkty | Przeciwniczka Punkty | Miejsce |
| ------------------ | -------------- | ---------------------- | -------------------- | -------------------- | ------------ | --------------------------------- | ---------------------------------- | -------------------- | -------------------- | ------- |
| Inthanon Ratchanok | gra pojedyncza | Thilini Jayasinghe 2-0 | Telma Santos 2-0     |                      | 1.           | Juliane Schenk 2-0 (21-16, 21-15) | Wang Xin 1-2 (21-17, 18-21, 14-21) | Nie awansowała       | Nie awansowała       | 5.      |

| Zawodnicy                                | Konkurencja  | Faza grupowa                    | Faza grupowa       | Faza grupowa                       | Faza grupowa | Ćwierćfinał                                            | Półfinał           | Finał              | Finał   |
| Zawodnicy                                | Konkurencja  | Przeciwnicy Punkty              | Przeciwnicy Punkty | Przeciwnicy Punkty                 | Miejsce      | Przeciwnicy Punkty                                     | Przeciwnicy Punkty | Przeciwnicy Punkty | Miejsce |
| ---------------------------------------- | ------------ | ------------------------------- | ------------------ | ---------------------------------- | ------------ | ------------------------------------------------------ | ------------------ | ------------------ | ------- |
| Sudket Prapakamol Saralee Thoungthongkam | gra mieszana | Chan Peng Soon Goh Liu Ying 2-0 | Xu Chen Ma Jin 0-2 | Chen Hung-ling Cheng Wen-hsing 2-0 | 2.           | Joachim Fischer Christinna Pedersen 0-2 (15-21, 13-21) | Nie awansowali     | Nie awansowali     | 5.      |

### Boks
Mężczyźni
| Zawodnik         | Konkurencja | 1/32                | 1/16                    | 1/8                 | Ćwierćfinał                    | Półfinał                 | Finał               | Finał   |
| Zawodnik         | Konkurencja | Przeciwnik Wynik    | Przeciwnik Wynik        | Przeciwnik Wynik    | Przeciwnik Wynik               | Przeciwnik Wynik         | Przeciwnik Wynik    | Miejsce |
| ---------------- | ----------- | ------------------- | ----------------------- | ------------------- | ------------------------------ | ------------------------ | ------------------- | ------- |
| Kaeo Pongprayoon | 49 kg       |                     | Mohamed Flissi W 19-11  | Carlos Quipo W 10-6 | Aleksandyr Aleksandrow W 16-10 | Dawid Ajrapetian W 13-12 | Zou Shiming P 10-13 | srebro  |
| Chatchai Butdee  | 52 kg       | Selçuk Eker W 24-10 | Robeisy Ramírez P 10-22 | Nie awansował       | Nie awansował                  | Nie awansował            | Nie awansował       | 9.      |
| Sailom Adi       | 60 kg       |                     | Gani Żajłauow P 12-12+  | Nie awansował       | Nie awansował                  | Nie awansował            | Nie awansował       | 17.     |

### Judo
Mężczyźni
| Zawodnik         | Konkurencja | 1/32             | 1/16                                | 1/8              | Ćwierćfinał      | Półfinał         | Pierwsza runda repasaży | Półfinał repasaży | Finał            | Finał   |
| Zawodnik         | Konkurencja | Przeciwnik Wynik | Przeciwnik Wynik                    | Przeciwnik Wynik | Przeciwnik Wynik | Przeciwnik Wynik | Przeciwnik Wynik        | Przeciwnik Wynik  | Przeciwnik Wynik | Pozycja |
| ---------------- | ----------- | ---------------- | ----------------------------------- | ---------------- | ---------------- | ---------------- | ----------------------- | ----------------- | ---------------- | ------- |
| Teerawat Homklin | - 100 kg    |                  | Najdangijn Tüwszinbajar P 0000-1000 | Nie awansował    | Nie awansował    | Nie awansował    | Nie awansował           | Nie awansował     | Nie awansował    | 17.     |

### Jeździectwo
| Zawodnik   | Konkurencja        | Ujeżdżenie | Cross country | Skoki (runda kwalifikacyjna) | Razem | Skoki (runda finałowa) | Finał          | Pozycja |
| ---------- | ------------------ | ---------- | ------------- | ---------------------------- | ----- | ---------------------- | -------------- | ------- |
| Nina Ligon | WKKW indywidualnie | 53,90      | 16,00         | 22,00                        | 91,90 | Nie awansowała         | Nie awansowała | 41.     |

### Kajakarstwo
Mężczyźni
| Zawodnik         | Konkurencja | Eliminacje | Eliminacje | Eliminacje | Eliminacje | Eliminacje | Eliminacje | Półfinały     | Półfinały     | Finał         | Finał         | Pozycja |
| Zawodnik         | Konkurencja | P 1        | M.         | P 2        | M.         | Razem      | M.         | Czas          | Miejsce       | Czas          | Miejsce       | Pozycja |
| ---------------- | ----------- | ---------- | ---------- | ---------- | ---------- | ---------- | ---------- | ------------- | ------------- | ------------- | ------------- | ------- |
| Hermann Husslein | K-1         | 100,67     | 19.        | 95,11      | 17.        | 95,11      | 17.        | Nie awansował | Nie awansował | Nie awansował | Nie awansował | 17.     |

### Kolarstwo

#### Kolarstwo szosowe
| Zawodnik          | Konkurencja                    | Czas                  | Pozycja               |
| ----------------- | ------------------------------ | --------------------- | --------------------- |
| Jutatip Maneephan | wyścig ze startu wspólnego (k) | Nie ukończyła wyścigu | Nie ukończyła wyścigu |

### Lekkoatletyka
Mężczyźni
Konkurencje techniczne
| Zawodnik                         | Konkurencja | Kwalifikacje | Kwalifikacje | Finał         | Finał         |
| Zawodnik                         | Konkurencja | Wynik        | Miejsce      | Wynik         | Miejsce       |
| -------------------------------- | ----------- | ------------ | ------------ | ------------- | ------------- |
| Supanara Sukhasvasti na Ayudhaya | skok w dal  | 7,38         | 34.          | Nie awansował | Nie awansował |

Kobiety
Konkurencje techniczne
| Zawodniczka    | Konkurencja | Kwalifikacje | Kwalifikacje | Finał          | Finał          |
| Zawodniczka    | Konkurencja | Wynik        | Miejsce      | Wynik          | Miejsce        |
| -------------- | ----------- | ------------ | ------------ | -------------- | -------------- |
| Wanida Boonwan | skok wzwyż  | 1,80         | 29.          | Nie awansowała | Nie awansowała |

### Łucznictwo
| Zawodnik          | Konkurencja       | Runda rankingowa | Runda rankingowa | 1/32                   | 1/16             | 1/8              | Ćwierćfinały     | Półfinały        | Finał            | Finał   |
| Zawodnik          | Konkurencja       | Wynik            | Miejsce          | Przeciwnik Wynik       | Przeciwnik Wynik | Przeciwnik Wynik | Przeciwnik Wynik | Przeciwnik Wynik | Przeciwnik Wynik | Pozycja |
| ----------------- | ----------------- | ---------------- | ---------------- | ---------------------- | ---------------- | ---------------- | ---------------- | ---------------- | ---------------- | ------- |
| Witthaya Thamwong | indywidualnie (m) | 662              | 38.              | Thomas Faucheron P 0-6 | Nie awansował    | Nie awansował    | Nie awansował    | Nie awansował    | Nie awansował    | 33.     |

### Pływanie
Mężczyźni
| Zawodnik        | Konkurencja     | Eliminacje | Eliminacje | Półfinał      | Półfinał      | Finał         | Finał         |
| Zawodnik        | Konkurencja     | Czas       | Miejsce    | Czas          | Miejsce       | Czas          | Miejsce       |
| --------------- | --------------- | ---------- | ---------- | ------------- | ------------- | ------------- | ------------- |
| Nuttapong Ketin | 200m klasycznym | 2:16,07    | 30.        | Nie awansował | Nie awansował | Nie awansował | Nie awansował |
| Nuttapong Ketin | 200m zmiennym   | 2:03,91    | 34.        | Nie awansował | Nie awansował | Nie awansował | Nie awansował |

Kobiety
| Zawodniczka          | Konkurencja   | Eliminacje | Eliminacje | Półfinał       | Półfinał       | Finał          | Finał          |
| Zawodniczka          | Konkurencja   | Czas       | Miejsce    | Czas           | Miejsce        | Czas           | Miejsce        |
| -------------------- | ------------- | ---------- | ---------- | -------------- | -------------- | -------------- | -------------- |
| Natthanan Junkrajang | 200m dowolnym | 2:02,49    | 30.        | Nie awansowała | Nie awansowała | Nie awansowała | Nie awansowała |
| Natthanan Junkrajang | 400m dowolnym | 4:16,45    | 29.        |                |                | Nie awansowała | Nie awansowała |

### Podnoszenie ciężarów
Mężczyźni
| Zawodnik                 | Konkurencja | Rwanie | Rwanie  | Podrzut | Podrzut | Razem  | Pozycja |
| Zawodnik                 | Konkurencja | Wynik  | Pozycja | Wynik   | Pozycja | Razem  | Pozycja |
| ------------------------ | ----------- | ------ | ------- | ------- | ------- | ------ | ------- |
| Atthaphon Daengchanthuek | -69 kg      | 130 kg | 16.     | 170 kg  | 14.     | 300 kg | 16.     |
| Chatuphum Chinnawong     | -77 kg      | 157 kg | 4.      | 204 kg  | 4.      | 348 kg | 4.      |
| Pitaya Tibnoke           | -85 kg      | 152 kg | 14.     | 196 kg  | 11.     | 348 kg | 12.     |

Kobiety
| Zawodniczka           | Konkurencja | Rwanie | Rwanie                    | Podrzut                   | Podrzut                   | Razem                     | Pozycja                   |
| Zawodniczka           | Konkurencja | Wynik  | Pozycja                   | Wynik                     | Pozycja                   | Razem                     | Pozycja                   |
| --------------------- | ----------- | ------ | ------------------------- | ------------------------- | ------------------------- | ------------------------- | ------------------------- |
| Sirivimon Pramongkhol | -48 kg      | 82 kg  | 4.                        | 109 kg                    | 4.                        | 191 kg                    | 4.                        |
| Panida Khamsri        | -48 kg      | 81 kg  | Nie ukończyła konkurencji | Nie ukończyła konkurencji | Nie ukończyła konkurencji | Nie ukończyła konkurencji | Nie ukończyła konkurencji |
| Pimsiri Sirikaew      | -58 kg      | 100 kg | 8.                        | 136 kg                    | 2.                        | 236 kg                    | srebro                    |
| Rattikan Gulnoi       | -58 kg      | 100 kg | 8.                        | 134 kg                    | 3.                        | 234 kg                    | 4.                        |

### Strzelectwo
Mężczyźni
| Zawodnik              | Konkurencja | Kwalifikacje | Kwalifikacje | Finał         | Finał         |
| Zawodnik              | Konkurencja | Wynik        | Pozycja      | Wynik         | Pozycja       |
| --------------------- | ----------- | ------------ | ------------ | ------------- | ------------- |
| Jakkrit Panichpatikum | ppn 60      | 566          | 37.          | Nie awansował | Nie awansował |
| Jakkrit Panichpatikum | psz 60      | 578          | 15.          | Nie awansował | Nie awansował |
| Jakkrit Panichpatikum | pdw 60      | 558          | 14.          | Nie awansował | Nie awansował |

Kobiety
| Zawodnik              | Konkurencja | Kwalifikacje | Kwalifikacje | Finał          | Finał          |
| Zawodnik              | Konkurencja | Wynik        | Pozycja      | Wynik          | Pozycja        |
| --------------------- | ----------- | ------------ | ------------ | -------------- | -------------- |
| Tanyaporn Prucksakorn | ppn 40      | 384          | 11.          | Nie awansowała | Nie awansowała |
| Tanyaporn Prucksakorn | psp 60      | 586          | 2.           | 778,4          | 8.             |
| Naphaswan Yangpaiboon | ppn 40      | 370          | 41.          | Nie awansowała | Nie awansowała |
| Naphaswan Yangpaiboon | psp 60      | 566          | 36.          | Nie awansowała | Nie awansowała |
| Sutiya Jiewchaloemmit | skeet       | 65           | 11.          | Nie awansowała | Nie awansowała |

### Taekwondo
Kobiety
| Zawodnik          | Konkurencja | 1/8                  | Ćwierćfinał         | Półfinał              | Repesaż 1        | Repesaż 2                       | Finał            | Finał   |
| Zawodnik          | Konkurencja | Przeciwnik Wynik     | Przeciwnik Wynik    | Przeciwnik Wynik      | Przeciwnik Wynik | Przeciwnik Wynik                | Przeciwnik Wynik | Pozycja |
| ----------------- | ----------- | -------------------- | ------------------- | --------------------- | ---------------- | ------------------------------- | ---------------- | ------- |
| Chanatip Sonkham  | -49 kg      | Kristina Kim W 13-1  | Yang Shu-chun W 6-0 | Brigitte Yagüe P 9-10 |                  | Elizabeth Zamora Gordillo W 8-0 | Nie awansowała   | brąz    |
| Rangsiya Nisaisom | -57 kg      | Tseng Li-cheng P 1-4 | Nie awansowała      | Nie awansowała        | Nie awansowała   | Nie awansowała                  | Nie awansowała   | 11.     |

Mężczyźni
| Zawodnik       | Konkurencja | 1/8                     | Ćwierćfinał      | Półfinał         | Repesaż 1           | Repesaż 2                | Finał            | Finał   |
| Zawodnik       | Konkurencja | Przeciwnik Wynik        | Przeciwnik Wynik | Przeciwnik Wynik | Przeciwnik Wynik    | Przeciwnik Wynik         | Przeciwnik Wynik | Pozycja |
| -------------- | ----------- | ----------------------- | ---------------- | ---------------- | ------------------- | ------------------------ | ---------------- | ------- |
| Pen-Ek Karaket | -58 kg      | Lee Dae-hoon P 7-7(SDP) | Nie awansował    | Nie awansował    | Tamer Bayoumi W 6-4 | Óscar Muñoz Oviedo P 4-6 | Nie awansował    | 5.      |

### Tenis stołowy
| Zawodnik         | Konkurencja        | Eliminacje       | Runda 1                                                           | Runda 2                                              | Runda 3          | 1/8 finału       | Ćwierćfinały     | Półfinały        | Finał            | Finał   |
| Zawodnik         | Konkurencja        | Przeciwnik Wynik | Przeciwnik Wynik                                                  | Przeciwnik Wynik                                     | Przeciwnik Wynik | Przeciwnik Wynik | Przeciwnik Wynik | Przeciwnik Wynik | Przeciwnik Wynik | Pozycja |
| ---------------- | ------------------ | ---------------- | ----------------------------------------------------------------- | ---------------------------------------------------- | ---------------- | ---------------- | ---------------- | ---------------- | ---------------- | ------- |
| Nanthana Komwong | gra pojedyncza (k) |                  | Lei Huang Mendes 4-3 (4:11, 3:11, 11:6, 12:14, 11:8, 11:2, 12:10) | Iveta Vacenovská 1-4 (16:14, 6:11, 4:11, 5:11, 3:11) | Nie awansowała   | Nie awansowała   | Nie awansowała   | Nie awansowała   | Nie awansowała   | 33.     |

### Wioślarstwo
Kobiety
| Zawodnik                       | Konkurencja | Eliminacje | Eliminacje | Repesaż | Repesaż | Ćwierćfinały | Ćwierćfinały | Półfinały C/D | Półfinały C/D | Półfinały A/B  | Półfinały A/B  | Finał C/D | Finał C/D   | Finał A/B      | Finał A/B      | Miejsce |
| Zawodnik                       | Konkurencja | Czas       | M.         | Czas    | M.      | Czas         | M.           | Czas          | M.            | Czas           | M.             | Czas      | M.          | Czas           | M.             | Miejsce |
| ------------------------------ | ----------- | ---------- | ---------- | ------- | ------- | ------------ | ------------ | ------------- | ------------- | -------------- | -------------- | --------- | ----------- | -------------- | -------------- | ------- |
| Phuttharaksa Neegree Rodenburg | W1x         | 7:52,62    | 4.         |         |         | 8:16,50      | 6.           | 8:03,91       | 3.            | Nie awansowała | Nie awansowała | 8:34,11   | 5.(finał C) | Nie awansowała | Nie awansowała | 17.     |

### Żeglarstwo
Kobiety
| Zawodnik       | Konkurencja | Wyścig | Wyścig | Wyścig | Wyścig | Wyścig | Wyścig | Wyścig | Wyścig | Wyścig | Wyścig | Wyścig | Punkty | Finałowa pozycja |
| Zawodnik       | Konkurencja | 1      | 2      | 3      | 4      | 5      | 6      | 7      | 8      | 9      | 10     | M*     | Punkty | Finałowa pozycja |
| -------------- | ----------- | ------ | ------ | ------ | ------ | ------ | ------ | ------ | ------ | ------ | ------ | ------ | ------ | ---------------- |
| Napalai Tansai | RS:X        | 24     | 24     | 23     | 23     | 25     | 25     | 18     | 27     | 22     | 22     | —      | 206    | 24.              |

Mężczyźni
| Zawodnik        | Konkurencja | Wyścig | Wyścig | Wyścig | Wyścig | Wyścig | Wyścig | Wyścig | Wyścig | Wyścig | Wyścig | Wyścig | Punkty | Finałowa pozycja |
| Zawodnik        | Konkurencja | 1      | 2      | 3      | 4      | 5      | 6      | 7      | 8      | 9      | 10     | M*     | Punkty | Finałowa pozycja |
| --------------- | ----------- | ------ | ------ | ------ | ------ | ------ | ------ | ------ | ------ | ------ | ------ | ------ | ------ | ---------------- |
| Ek Boonsawad    | RS:X        | 28     | 32     | 27     | 26     | 21     | 32     | 31     | 23     | 39     | 34     | —      | 254    | 33.              |
| Keerati Bualong | Laser       | 47     | 48     | 47     | 42     | 44     | 45     | 50     | 37     | 47     | 47     | —      | 404    | 48.              |

M = Wyścig medalowy